# معراتة المسلمية
 معراتة المسلمية  قرية سوريّة تتبع إداريّاً لمحافظة حلب منطقة جبل سمعان ناحية مركز جبل سمعان، بلغ تعداد سكانها 712 نسمة حسب التعداد السكاني لعام 2004.